# (6996) Alvensleben
(6996) Alvensleben ist ein Asteroid des äußeren Asteroiden-Hauptgürtels, der am 29. September 1973 vom niederländischen Beobachterteam Cornelis Johannes van Houten, Ingrid van Houten-Groeneveld und Tom Gehrels im Rahmen der zweiten Trojanerdurchmusterung entdeckt wurde.
Alvensleben bewegt sich in einem Abstand von 3,0867 (Perihel) bis 3,7568 (Aphel) astronomischen Einheiten in 6,330 Jahren um die Sonne. Die Bahn ist 4,0999° gegen die Ekliptik geneigt, die Bahnexzentrizität beträgt 0,0979.
Der Name des Asteroiden wurde in Ehrung Bertha von Alvenslebens (1859–1912), einer Ahnin der seit dem 12. Jahrhundert mit Sachsen-Anhalt verbundenen Familie Von Alvensleben, gewählt.